# 1-je Anpiłogowo
1-je Anpiłogowo, także Pierwoje Anpiłogowo (ros. 1-е Анпилогово, Первое Анпилогово) – wieś (ros. деревня, trb. dieriewnia) w zachodniej Rosji, w sielsowiecie polanskim rejonu kurskiego w obwodzie kurskim.

## Geografia
Miejscowość położona jest nad Bolszają Kuricą (prawy dopływ Sejmu), 2 km od centrum administracyjnego sielsowietu (Polanskoje), 13 km na północny zachód od Kurska, 7,5 km od drogi magistralnej (federalnego znaczenia) M2 «Krym» (część trasy europejskiej E105).
We wsi znajdują się 104 posesje.
Klimat
Miejscowość, jak i cały rejon, znajduje się w strefie klimatu kontynentalnego z łagodnym ciepłym latem i równomiernie rozłożonymi opadami rocznymi (Dfb w klasyfikacji klimatów Köppena).

## Demografia
W 2010 r. wieś zamieszkiwało 180 osób.